# Fernando Martínez Pedrosa
Fernando Martínez Pedrosa o de la Pedrosa (Madrid, 1830-íd., 1892) fue un escritor, periodista y dramaturgo español del Realismo.

## Biografía
Nacido en 1830 en Madrid, colaboró en El Museo Universal, La Política, La Nación y El Buen Sentido, y dirigió El Médico a Palos y La Ilustración Católica. En 1865 impulsó con Eduardo Bustillo la Revista de Teatros. Usó los pseudónimos «El Conde de Cabra» y «Fulano de Tal» entre otros. Muy dotado para la narración corta, compuso un excelente volumen de relatos, Cuentos íntimos (1864), Perfiles y colores: sátira de costumbres (1882) y Sombras, rasgos de la Fisonomía Social (1878), que es una colección de ensayos sobre política, opinión pública, teatro, educación, la condición femenina etcétera. Destacó también como un autor dramático que cultivó todos los géneros, con las comedias La caja de Pandora (1872), en prosa; El galán de la Higuera: Juguete cómico en un acto y en prosa (1863), Socorros mutuos: Juguete cómico en un acto (1861), La red de Flores (1861), De gustos no hay nada escrito: Proverbio en un acto (1875, reimpreso en 1890), Los cerros de Úbeda. Juguete en un acto (1870), La Paloma Torcaz: Drama en tres actos y en verso (1860), La flor del cardo: zarzuela burlesca en un acto (1873), Gramática Parda, comedia en un acto y en verso (1862), Equilibrios del amor, zarzuela con música de Cristóbal Oudrid y Manuel Fernández Caballero y libreto suyo (1862), La madre del Cordero: Comedia en tres actos y en verso original (1863) 
En verso escribió Estrella; leyenda española (1856) y Nubes y Flores; versos (1873, con prólogo de Ramón de Campoamor), así como Diálogos de Salón... poesías representables, escenas sueltas (1887).
Se conserva un retrato suyo realizado en 1872 por el pintor Eduardo Rosales.